# Lasiosepsis melanota
Lasiosepsis melanota är en tvåvingeart som först beskrevs av Jacques-Marie-Frangile Bigot 1886.  Lasiosepsis melanota ingår i släktet Lasiosepsis och familjen svängflugor. Inga underarter finns listade i Catalogue of Life.